# 奧爾 (密蘇里州)
奧爾（英語：All）是位於美國密蘇里州韋伯斯特縣的非建制地區。

## 歷史
奧爾的郵局於1899年設立，其後於1905年停運。

## 地理
奧爾所處的海拔為高於海平面444米（即1457英呎），而該地所採用的時區為UTC-6，即北美中部時區（CST）。同時該地設有夏令時間，為UTC-6調快一小時，即UTC-5（CDT）。